# Reformation in Memmingen
Die Reformation in Memmingen begann 1513 mit der Anstellung von Christoph Schappeler an der Vöhlinschen Prädikatur in St. Martin in Memmingen und zog sich bis 1563 hin. In den ersten elf Jahren wurde die Reformation vom Volk vorangetrieben. Im Bauernkrieg wurde die Stadt vom Schwäbischen Bund besetzt und zum Katholizismus zurückgeführt. Danach setzte der Rat die Reformation wiederum durch. Zuerst an der Lehre Zwinglis orientiert, bekannte sich die Stadt erst spät zum Protestantismus Luthers.

## Das Leben vor der Reformation

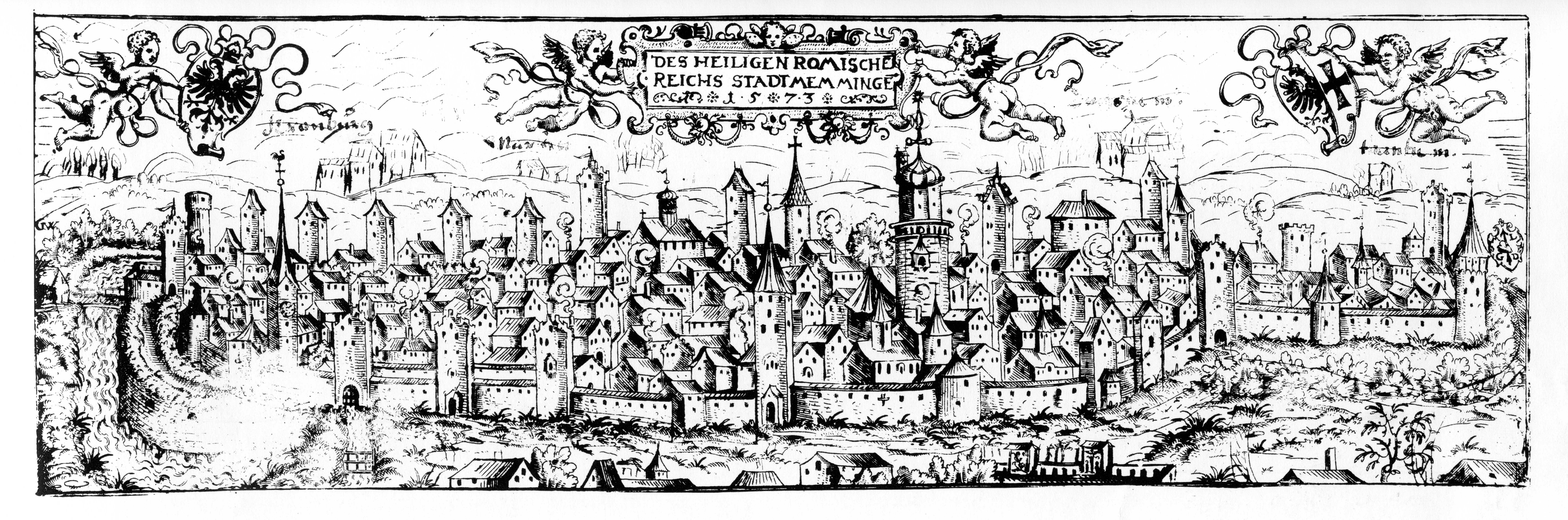
Memmingen von Osten 1573

Memmingen hatte Ende des 15. Jahrhunderts etwa 5000 Einwohner und war damit etwa so groß wie Freiburg im Breisgau. Viele Ortschaften, Dörfer und Weiler der Umgebung gehörten der Stadt, der Unterhospitalstiftung oder Memminger Patriziern. Die Patrizier und die Zünfte entschieden zusammen mit dem Großen und dem Kleinen Rat über die Geschicke der freien Reichsstadt. Die Patrizier verfügten meist über großes Vermögen und hatten genügend Zeit, sich um die städtischen Belange zu kümmern. Meistens war einer von ihnen Finanzverwalter und Bürgermeister. Auf den Schwäbischen Bund hatte die Stadt maßgeblichen Einfluss und war fast immer im Bundesrat vertreten. Sie war hinter Ulm und Augsburg die drittstärkste Kraft im Bund.

### Wirtschaftliche Situation
Die wirtschaftliche Situation Ende des 15., Anfang des 16. Jahrhunderts war in ganz Oberschwaben schwierig. Die auf Export ausgerichtete Wirtschaft Memmingens traf die Anfang des 16. Jahrhunderts beginnende Rezession besonders hart. Waren 1450 noch 13 Steuerzahler als reich zu bezeichnen, so waren es 1530 nur noch sechs. Die Zahl der Habenichtse stieg im selben Zeitraum von 731 auf 1206. Bei den Webern war es noch düsterer: 1450 hatten noch fünf ein ansehnliches Vermögen, 1530 keiner mehr. Gerade diesen Berufsstand, der den Großteil der Memminger Handwerker ausmachte, traf die Rezession besonders heftig. In der Reichsstadt wurden Weberaufstände befürchtet, wie 1516 in Ulm geschehen. Das Vermögen befand sich in den Händen Weniger und die Mehrheit der Stadtbevölkerung zählte zur armen Schicht. Hinzu kam, dass der Rat der Stadt das Leben der einfachen Menschen streng regulierte. Sämtliche Bereiche des öffentlichen und des privaten Lebens wurden reglementiert. So durfte zum Beispiel nur heiraten, wer einen Wert von mindestens 50 Gulden an festem oder beweglichem Eigentum oder an Barschaft besaß. Hatte jemand weniger, wurde ihm ein Armutszeugnis ausgestellt und die Heirat damit untersagt. Auch durfte bei Hochzeiten nur eine begrenzte Anzahl Gäste geladen werden.

### Zustand der Kirche
Die Kirche befand sich wie im gesamten Reich in einem desolaten geistlichen Zustand. 5000 Einwohnern standen um das Jahr 1500 zwar 130 Geistliche gegenüber, davon 52 Weltgeistliche, 28 Klosterbrüder und 50 Nonnen, aber nur wenige von ihnen waren in der Seelsorge eingesetzt. Die Bevölkerung kehrte in dieser Zeit in eine tiefe Frömmigkeit zurück. Sie befolgte zumeist die Vorschriften, welche ihnen die Kirche auferlegte. Das gesamte Leben war religiös durchtränkt. Allerdings fühlten sich die Menschen vom Klerus schlecht betreut. Seelsorge und karitative Aufgaben litten massiv, da viele der Geistlichen ihre Pflichten nicht oder nur schlecht erfüllten. So delegierten beispielsweise die Pfründeinhaber die Abhaltung der Messen an schlecht ausgebildete Geistliche, die sie nicht zur vorgesehenen Zeit, sondern an anderen Tagen zelebrierten. Der Stadtrat mischte sich bereits vor der Reformation des Öfteren in kirchliche Belange ein. Streitigkeiten des Stadtrats mit den Klöstern, vor allem dem Augustinerkloster und dem Antonierkloster verstärkten diesen Trend. Trotzdem stifteten die Bürger von 1470 bis 1521 mehr Messen als in der gesamten Zeit vorher.

### Prädikatur
Ein neues Mittel für die Sicherung des Seelenheils war die Prädikatur. Am Freitag nach Maria Magdalena (22. Juli) 1479 stifteten die Vöhlins eine Prädikatur an der St.-Martins-Kirche. Der Inhaber der Prädikatur sollte wöchentlich mindestens zwei Messen lesen. An Sonntagen und an 21 benannten Feiertagen mussten weitere Messen gelesen werden. Auch musste der Inhaber einen Magistertitel besitzen. Die Prädikaturstellen waren aber auch eine Konkurrenz zu den normalen Pfarrerstellen an der Kirche, so dass es auch hier zu Streitigkeiten kam. Die Prädikaturinhaber, die sich meist in einer Position über den Predigern sahen, waren meist besser theologisch ausgebildet als die eigentlichen Pfarrer. Diese sahen dadurch ihre Einflussnahme auf die Bevölkerung gefährdet. In Memmingen, wo die Hauptpfarrerstelle der Stadtpfarrkirche St. Martin von dem nahe gelegenen Antoniterkloster besetzt wurde – die Kirche war in das Kloster inkorporiert – gab es zusätzliche Spannungen. Dem Präzeptor des Klosters wurde immer wieder Unfähigkeit vorgeworfen, da er sich selten in der Stadt befand und seine seelsorgerischen Tätigkeiten vernachlässigte. Der erste Inhaber der Vöhlinschen Prädikatur, Dr. Jodokus Gay stritt sich schon früh mit dem Rat der Stadt und dem Antoniterkloster. Er gilt als Wegbereiter für den Reformator Dr. Christoph Schappeler.

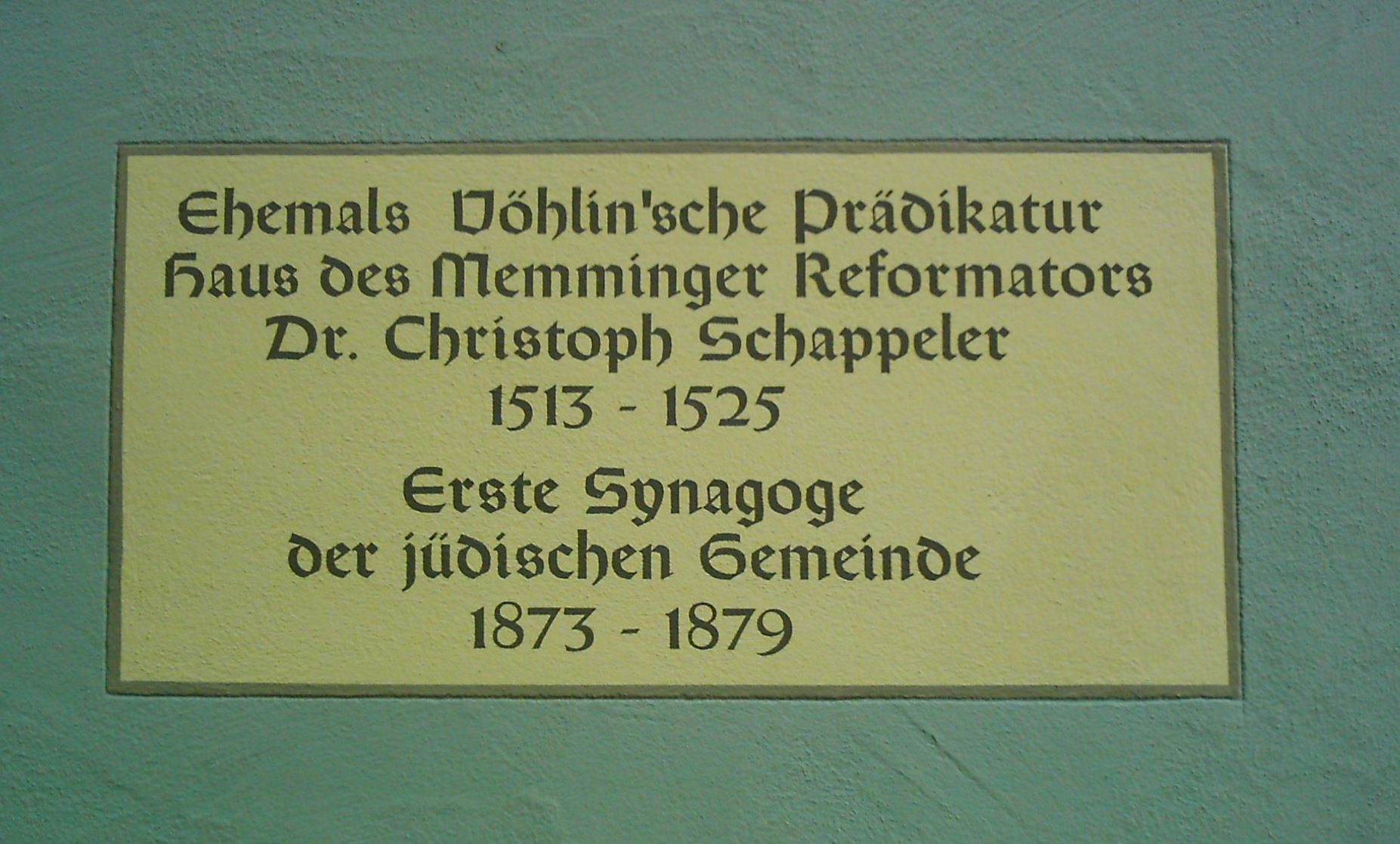
Die Gedenktafel an die Vöhlinsche Prädikatur am ehemaligen Wohnhaus der Inhaber der Prädikatur

Bereits seit dem Mittelalter nahm die Bevölkerung immer wieder Einfluss auf das kirchliche Leben innerhalb der Mauern der Stadt. So wurden die beiden großen Stadtpfarrkirchen St. Martin und Unser Frauen nicht von den jeweiligen Klöstern, in die sie inkorporiert waren, gebaut, sondern von der Bürgerschaft. Auch fand der Schwur des Bürgermeisters am Schwörtag in St. Martin statt. Dr. Jodokus Gay wollte dies ändern und schrieb deswegen 1507 an den Augsburger Bischof. Bischof Heinrich IV. von Lichtenau war jedoch unentschlossen und reichte eine Supplikation beim Kaiser ein. Gay drohte jedoch mit dem päpstlichen Bann und dem Interdikt. Kaiser Maximilian I. gebot Gay daraufhin, von seinen Forderungen abzusehen. Dieser Streit zog sich bis zum Tode Gays im Jahre 1512 hin. Auch mit seinem Nachfolger geriet die Stadt immer wieder in Streitigkeiten.
In diese Zeit fiel die Reformation. Für viele Gläubige war die Messfeier ein unverständliches heiliges Schauspiel, dem der Gläubige passiv zusah, oder ein geheimnisvolles Geschehen. Die unverständliche lateinische Liturgiesprache tat ein Übriges. Eine andere Strömung wollte auch Einfluss auf die kirchlichen Belange gewinnen.

## Die Reformation als Volksbewegung

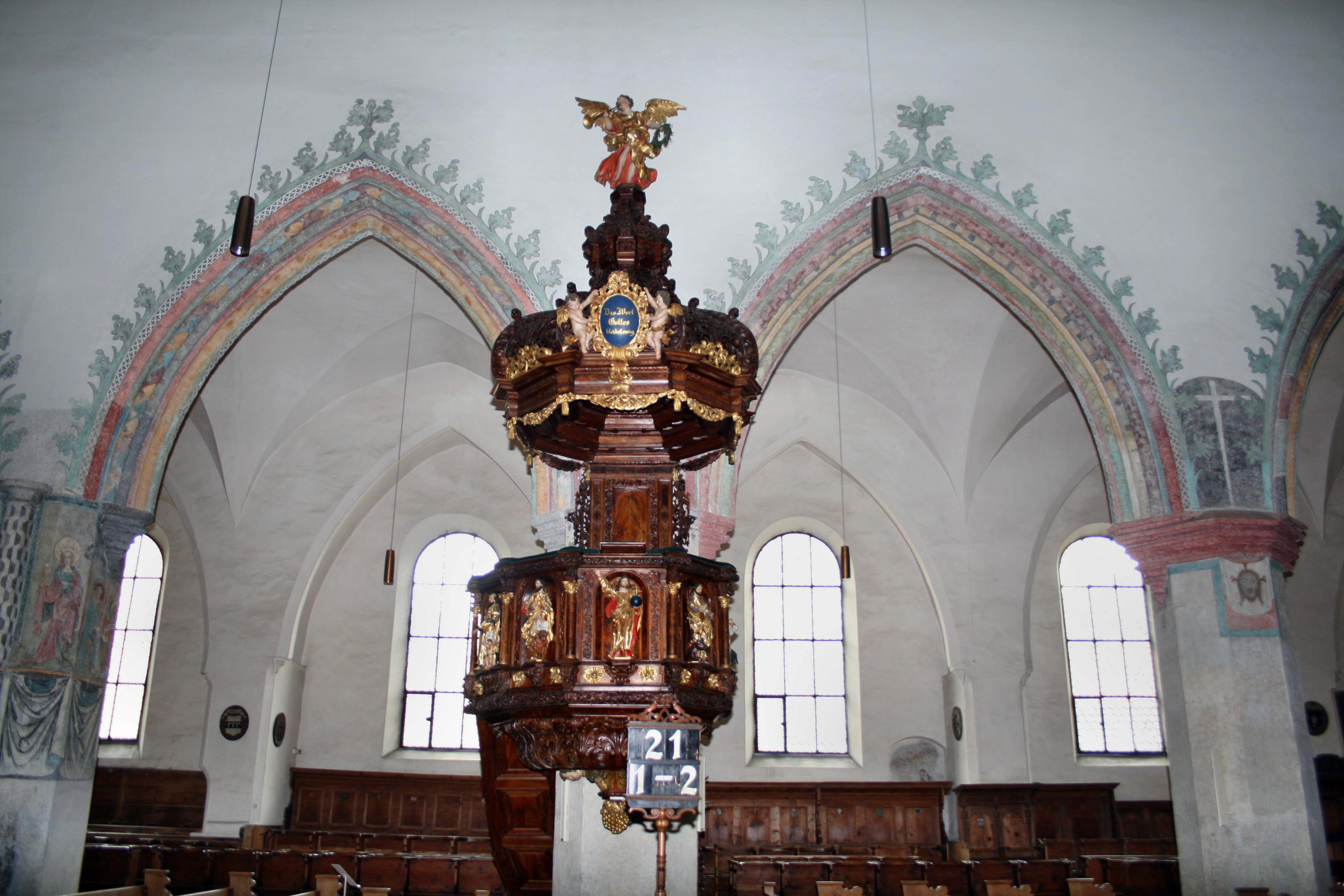
Die Kanzel in St. Martin

1513 stellte die vöhlinsche Prädikatur den Prediger Christoph Schappeler ein. Bereits 1516 fiel der in der freien Reichsstadt St. Gallen geborene und nach Memmingen zugewanderte dem Rat der Stadt auf, als er gegen die Reichen der Stadt predigte. Ein Eintrag im Ratsprotokoll vom 21. August 1521 kann mit der Reformation in Zusammenhang gebracht werden:

„Der prediger zu sant Martin hat vor 14 Tagen ain freventliche predig gethan, von unfur wegen, auff der gassen gehept, also man straff die reichen nit wie die armen, so sie auss der burger Zunfft seyn, mit dem anhang, er wölls der gemaind befehlen. Das möcht sich zu ainer auffrur ziehen, dauon ist vil vnd mancherley geredt, Vnd erfunden, das er vnns die warhait gesagt hat, dann wir strafen nit. Aber er solt nit daran henncken:er wölltz der gemaind befelhen. Dieweyl er aber sonst ain erber wesen füret vnd allain auss aim angeporn geprechen ettwan zu hitzig würdt, so will es ain rat ain gute sach lassen sein vnd soll Zangmeister, Strigel vnd die mit im reden ain freuntlich red vnd in bitten ain gemaind nit auff ain rat zu weisen.“

Diese Predigt muss für Schappeler charakteristisch gewesen sein. Bezog er doch gesellschaftskritisch sowie politisch-theoretisch Stellung. Arm und Reich wurde in der Reichsstadt nicht dasselbe Recht zuteil. Er folgerte daraus, dass sich die Gemeinde durchaus gegen den Rat zur Wehr setzen solle. Der Rat, dem die Anschuldigungen offensichtlich peinlich waren, schickte eine Delegation zu Schappeler, um ihn zu maßregeln. Für den Stadtrat war es wichtig zu zeigen, wer in der Stadt regierte. Allerdings zeigt dieses Ratsprotokoll auch, dass sich der Stadtrat der Brisanz von Schappelers Predigten noch nicht bewusst war. Er musste auch vorsichtig agieren, da Schappeler bereits viel Zuspruch aus der Bevölkerung hatte und weite Kreise hinter sich wusste. Teile des Stadtrates müssen ebenfalls schon auf Schappelers Seite gestanden und für ihn Partei ergriffen haben.
Ein Jahr nach dem Eintrag im Ratsprotokoll wurde Schappeler als Theologe deutlicher. So predigte er, dass unter 1000 Messen kaum eine brauchbare dabei sei und die Geistlichen allesamt unfähig seien, ihr Amt zu bekleiden. Gleichermaßen sprach er den Geistlichen jegliche theologischen Kenntnisse ab. Die Kirchenrechte und die päpstlichen Dekrete seien allesamt weltlicher Natur, deshalb müsse man ihnen auch nicht folgen. Dies fand bei den immer ärmer werdenden Memminger Bürgern offene Ohren, so dass der Ruf nach religiöser Erneuerung auch in den unteren Bevölkerungsschichten lauter wurde. Der aristokratische Teil der Stadtbevölkerung kämpfte allerdings massiv für den Erhalt des alten Glaubens.
Im August 1519 hatte Schappeler bereits einen Brief an Joachim von Watt geschrieben, in dem er große Sympathien für Martin Luther bekundete. Auch berichtete er in diesem Schreiben von der Disputation mit Johannes Eck. Inwieweit seine Predigten schon damals von der römisch-katholischen Lehre abwichen, ist nicht mehr feststellbar. Bereits im April 1522 beschwerte sich der Pfarrer der Frauenkirche beim Stadtrat, dass die Stiftungen massiv eingebrochen seien. Der Rat wies diese Klage jedoch zurück, da man ihm nichts schuldig sei. Lediglich der Stadtschreiber Ludwig Vogelmann erkannte die Gefahr in Schappelers Predigten und schrieb im März 1522 an den Patrizier Ehinger nach Rom:

„Lutter in unsern landen ain sollich geschray gemacht und sonderlich under seine mönch..., das mich verwundert das unser hailiger vatter Papst und Cadinales soolich sachen so lang mugen sehen und leiden, desshalb zu achten ist, es werd ettwan gar prechen.“

Im September 1522 schrieb er im Ratsprotokoll:

„Lutters halb ist ein geschray hie under den priestern worden; predigen wider ainander...Darumb will der Prediger hinreiten; zu vermuten, er fercht den pischoff (und dürf nit die warhait predigen)... So stat es an andern auch nit wol zwischen den gaistlichen“

Kurz darauf forderte der Augsburger Bischof Christoph von Stadion die Stadt auf, dem kaiserlichen Mandat unbedingt Folge zu leisten und gegen die Lutheraner vorzugehen. Schappeler, der für sich die Luft immer dünner werden sah, wollte wieder zurück nach Zürich mit einer Empfehlung von Joachim von Watt. Auch Ulrich Zwingli bemühte sich darum, für Schappeler eine freie Predigerstelle in Winterthur zu erhalten und sandte ihm die Ende Januar 1523 in Zürich vertretenen Artikel zu. Allerdings bat der Rat der Stadt Memmingen Schappeler, zu bleiben. Die Haltung des Rates war in dieser Zeit widersprüchlich. Einerseits legte er Wert auf die weitere Anwesenheit Schappelers, andererseits ermahnte er die Bürger zur Heiligenverehrung. Gleichzeitig lehnte er einen Antrag ab, den Verkauf von Luthers Schriften zu verbieten. Ludwig Vogelmann war über das Abstimmungsergebnis dermaßen empört, dass er darunter schrieb Der theufel schlag darein.
Anfang 1523 wurden die ersten Bilder geschändet. Zwei Jugendliche, Ulrich Geßler und Raphael Sättelin, raubten die Skulptur eines Juden aus der Ölberggruppe in der Frauenkirche. Mit dieser zogen sie durch die Straßen, verhöhnten und verspotteten sie. Der Rat der Stadt bestrafte die beiden Patriziersöhne am 9. Februar. Ob der Raub nun aus reformatorischem Eifer oder Judenhass geschah, oder ob eine Auseinandersetzung mit dem Pfarrer der Auslöser war, lässt sich nicht mehr klären. Sicher ist nur, dass dies die erste nachgewiesene Aktion gegen Bildnisse in einer Memminger Kirche war.
1523 berichtet der Chronist Galle Greiter von einer Predigt:

„… den Suntag nach Martine, that Doctor Christoff Schappeler die erste Predig Lueterisch …“

Damit brach Schappeler endgültig mit der alten Lehre und der alten Kirche.

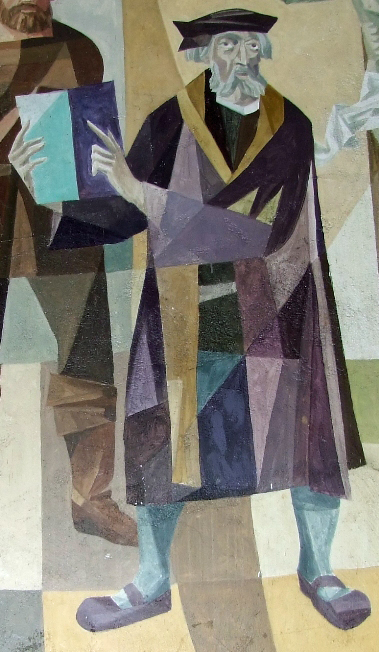
Schappeler in einer modernen Zeichnung am MeWo-Haus

Aufgrund dieser Predigt musste der Stadtrat eingreifen, wollte er nicht die Ungnade des Kaisers auf sich ziehen. Dennoch wurde Schappeler wieder nur gemaßregelt. Am 30. Juli 1523 zwangen einige Bürger Pfarrer Megerich von der Frauenkirche auf offener Straße, eine Klageschrift entgegenzunehmen. Darin wurden Leben und Handeln des Pfarrers gerügt. Über Umwege gelangte diese Schrift an den Stadtrat, der die Überbringer vorlud. Unter ihnen befand sich auch der später noch häufig in das Reformationsgeschehen eingreifende Sebastian Lotzer. Der Rat rügte die Personen äußerst heftig und scharf. In der Zurechtweisung des Rates steht auch: ...sonndern jedermann glauben und machen lassen, was er main gegen gott und der welt verantworten... Einer der Beweggründe für diese heftige Rüge mag auch die Angst vor Unruhen gewesen sein. Im September spitzte sich die Lage weiter zu, so dass sich der Stadtrat genötigt sah, an alle Geistlichen in der Stadt ein Schreiben mit folgender Mahnung zu senden:

„das Ir und die prediger all und jegklich zum höchsten vermeyden sollen, conspirationes, anhenng und zwitracht bey den layen wider ain annder zumachen, darauß leychtlich groß Empörung und unüberwuntlicher unrat erwachsen möcht“

Dem Stadtrat gelang es nicht, die Prediger, allen voran Schappeler, davon zu überzeugen, ihre Predigten sanfter zu formulieren. Der Prediger des Elsbethenklosters trat zur lutherischen Lehre über. Er verließ aber aus Furcht bald daraufhin die Stadt. Am 20. Januar 1524 forderte der Augsburger Bischof Schappeler auf, auf dessen Schloss in Dillingen zu erscheinen. Im Stadtrat kam es zu großen und heftigen Auseinandersetzungen. Der größte Teil der Mitglieder unterstützte jedoch Schappeler. Er bat in seinem Antwortschreiben an den Bischof um freies Geleit für Schappeler und um die Erlaubnis, dass ihn zwei Ratsherren begleiten dürften und auch anwesend sein könnten, wenn er sich vor dem Bischof verantworten müsste. Der Bischof lehnte diese Bitten ab. Schappeler erschien daraufhin nicht beim Bischof; daraufhin verhängte dieser über ihn im Februar den Kirchenbann. Damit war die Reformation kein reines Memminger Thema mehr. Nun wären die Stadtoberen eigentlich gezwungen gewesen, Schappeler aus der Stadt zu weisen und ihm das Predigen zu verbieten. Darüber kam es in der Ratsversammlung zu großen Flügelkämpfen. Mehrfach mussten der altgläubige Bürgermeister Conrater und der fanatisch altgläubige Stadtschreiber Ludwig Vogelmann die Sitzung verlassen. Der Rat entschied, Schappeler nicht aus der Stadt zu verweisen, auch durfte er weiterhin als Prediger an St. Martin und am Augustinerinnenkloster wirken. Der Rat hatte damit erstmals eindeutige Stellung zugunsten der Reformation genommen. Viele Ratsmitglieder hingen bereits der neuen Lehre an.
In einem Schreiben, das kurze Zeit später an den Kaiser gesandt wurde, heißt es:

„bißher anderst nich bey uns das haylig Euangelium lautter und rain predigen lassen....bey der meß wie dieselbig ain zeit her gehallten, allerlay misprauch und mangel sein sollten...Dann wir...glauben...wann die Crist glaubigen zum Sacrament des nachtmals gen das sy den leib cristi das warhafftig himel brott vnd sein blut aus dem lebendig wort, vnd verhayß durch den glaub niessen vnd empfahen...sonnder je vnd allwegen, in dem vnnd anderm ainen jeden seinen glauben frey gelassen...“

Aus diesem Brief geht hervor, dass die naive Meinung des Rates war, dass man nur die Sache des reinen Evangeliums vertrete und der Kaiser ihnen das wohl kaum übelnehmen könnte. Die Messe werde geändert, das Sakrament des Abendmahls Christi werde in beiderlei Gestalt gefeiert. Ansonsten habe man keinerlei Veränderungen vorgenommen. Es wurden keine Altäre und Bilder aus den Kirchen entfernt. Der Spitalmeister durfte auch im Jahr 1524 die Ablassfeier halten, wie er es für gut fand. Der Rat versuchte also, alles was nicht direkt mit der Theologie zu tun hatte, beim alten zu belassen und so den Schein zu wahren. Damit wurde versucht, Kaiser und Bischof zu besänftigen. Mit der Ausrede, man lasse nur das lautere Evangelium predigen, wandte man sich der Lehre Zwinglis zu. Der Rat versuchte mit den vorgenommenen Änderungen einen Aufruhr in der Stadt zu verhindern. Er führte also keine eigentliche Reformation durch, sondern handelte so, wie es den Bürgern der Stadt gefiel und bezog diese mit ein. Am 15. April 1524 legte der Stadtschreiber Ludwig Vogelmann sein Amt nieder, das er seit 1508 innehatte, weil er die Reformation nicht mittragen konnte. Bei der Neuwahl des Bürgermeisters im Jahr 1524 übernahm Hans Keller das Amt von dem altgläubigen Bürgermeister Ludwig Conrater. Keller war zwar ein Freund der Reformation, jedoch nicht voreilig und aller Überstürzung abgeneigt. Nach dem Rücktritt Vogelmanns waren die beiden einflussreichsten Ämter an die Neugläubigen gefallen. Der neue Stadtschreiber Georg Maurer blieb es bis 1548. Im Mai 1524 traf die Reformation auch die Klöster der Stadt. Einige der Nonnen des Elsbethenklosters zeigten an, dass sie nicht mehr im Kloster bleiben, sondern heiraten wollten. Auch im Augustinerkloster kamen solche Bestrebungen auf, weshalb der Rat auf dem Städtetag zu Ulm anfragte, ob er das Klostergut inventarisieren und verwahren dürfe. Dies wurde positiv beschieden. Ob nun der Rat schnell an die Klostergüter kommen wollte, oder ob er befürchtete, dass die ehemaligen Klosterschwestern und Klosterbrüder die Kirchenschätze stehlen, geht nicht aus den Quellen hervor.
Bis zu diesem Zeitpunkt war die Reformation, von kleineren Streitigkeiten abgesehen, friedlich verlaufen. Durch die Übergabe des Protestschreibens an Pfarrer Mergerich hatte sich bereits eine starke Anteilnahme der Laien gezeigt. Aufgefordert hierzu wurden sie von Schappeler und seinem Laiengehilfen Sebastian Lotzer, die beide – Schappeler in Predigten, Lotzer in Schriften – die Bürger aufforderten, ihre Freizeit mit Bibelstudium zu verbringen. 1523 erschien von Lotzer die Schrift Ain christlicher sendbrief darin angetzaigt wird, dz die layen macht vnd recht haben von dem hailigen Wort gots reden, lern, vn schreibe.... Die Aufforderung, nur das gelten zu lassen, was sich aus der Bibel rechtfertigen lässt, barg viel politischen Sprengstoff. Im Juli 1524 erklärte eine Gruppe von Bürgern, den Kirchenzehnt nicht mehr zahlen zu wollen, da dies nicht in der Bibel vorgesehen sei. Da auch die städtischen Dörfer und Stiftungen zur Zahlung des Zehnts verpflichtet waren, konnte der Stadtrat diesmal nicht darüber hinwegsehen, sondern musste handeln, wollte er nicht auf die Einnahmen des Zehnts verzichten. Die Bauern des Dorfes Steinheim verweigerten bereits die Zahlung des Groß- und Kleinzehnts an den Pfarrer und die städtische Unterhospitalstiftung. Der Stadtrat ließ dieses Problem auf dem schwäbischen Städtetag in Ulm beraten. Daraufhin verkündete er, dass jeder zur Zahlung des Zehnts verpflichtet sei, wolle er nicht empfindliche Strafen auf sich ziehen. Als sich nur der Bäckermeister Hans Heltzlin weigerte, den Zehnt zu zahlen, wurde er inhaftiert. Die Bevölkerung reagierte damit, dass sich eine größere Menschenmasse zusammenfand und einen Ausschuss bildete, der nach Zünften organisiert war. Ambrosius Baesch wurde als Wortführer gewählt. Er protestierte beim Rat gegen dessen Vorgehen und verlangte im Namen der Bevölkerung die sofortige Freilassung des Bäckermeisters und die Zusicherung, künftig niemand mehr wegen Verweigerung des Zehnts einzusperren. Des Weiteren wurde der Rat aufgefordert, sich nicht mehr in Fragen der kirchlichen Abgaben, Jahrtage, Seelgeräte und Sonstiges einzumischen. Er sollte aber dafür sorgen, dass in den Kirchen nur noch das Wort Gottes gepredigt werde. Auch sollte er gegen diejenigen Geistlichen vorgehen, die gegen Schappeler predigten. Der Rat musste unter dem Druck der Bevölkerung – den Bäckermeister wieder freilassen. Über die anderen Punkte musste der Stadtrat mit den Elfern und der Gemeinde verhandeln. Durch diese Niederlage war der Rat gezwungen, auch in Zukunft wichtige Entscheidungen nicht mehr alleine, sondern im Zusammenwirken mit der Stadtgemeinde zu treffen. Die Macht des Rates war damit gebrochen.
In den folgenden Tagen wurden die Geistlichen unter städtische Gerichtsbarkeit gestellt und in ihren Pflichten und Rechten, auch hinsichtlich der Steuerpflicht, den Bürgern gleichgestellt. Auch wurde die Drohung ausgesprochen, wo sy in die ainung mit loben, das man in dann den Schrim auffsag. Schappeler beantragte, das Abendmahl in St. Martin nach der neuen Lehre in beiderlei Gestalt austeilen zu lassen sowie die Stundengebete und die Seelenämter abzuschaffen. Der Rat antwortete ausweichend. Damit stand er zwischen verschiedenen Fronten, auf der einen Seite waren die Kirche und der Kaiser, die die alte Lehre beibehalten wollten, auf der anderen die Bevölkerung, die die neue Lehre einführen wollte. Durch die Schwächung in der Auseinandersetzung um den Bäckermeister Hans Heltzlin war der Rat zur Bewegungslosigkeit verurteilt. Es konnte sich eine neue Abendmahls- und Taufordnung herauskristallisieren, ohne dass etwaige Einzelheiten darüber niedergeschrieben wurden. Schappeler, zu einer Berühmtheit im näheren und weiteren Umkreis geworden, predigte weiter an St. Martin und in der Kirche des Elsbethenklosters. Der Zulauf von Gläubigen zu seinen Predigten war so groß, dass sich der Stadtrat genötigt sah, die Torwachen durch je zwei Zunftmeister zu verstärken. Des Weiteren wurden Flurwächter zur Aufrechterhaltung der Ordnung in die Kirchen geschickt.
Innerhalb der Stadt nahm der Druck auf den Rat zu, kirchliche Reformen durchzuführen. So verlangten immer wieder Neugläubige, an der Frauenkirche ebenfalls die Reformation einzuführen. Der dortige Pfarrer Mergerich stand jedoch zum alten Glauben und ließ dies nicht zu. Die Bevölkerung drohte auch damit, ihn gewaltsam als Pfarrer zu entfernen. Mergerich und Schappeler bekämpften sich nun in den Predigten umso heftiger. Der Rat versuchte in dem Streit zu vermitteln, allerdings ohne Erfolg. Daraufhin fragte der Rat bei Mergerich und beim Spitalmeister des Kreuzherrenklosters an, ob Mergerich an einer Disputation teilnehmen könnte. Beide antworteten, dass dies ohne Wissen und Willen ihrer Obrigkeit nicht möglich sei. Wenn der Rat allerdings die Verantwortung übernähme, würden sie sich diesem Streitgespräch stellen. Der Stadtrat lehnte dies ab, so dass die Disputation nicht stattfand. Die Bevölkerung drängte nun aber erst recht zur neuen Lehre. Beim Weihnachtsgottesdienst am 25. Dezember 1524 gab es in der Frauenkirche einen Tumult. Pfarrer Mergerich wurde mit Fäusten und Füßen gestoßen und geschlagen und in die Sakristei getrieben, wie er dem Augsburger Bischof schrieb. Erst die herbeigerufenen Ratsmitglieder konnten den Streit schlichten. Mergerich musste versprechen, am 2. Januar 1525 an einer Disputation teilzunehmen. Wegen der Empörung in der Stadt und im weiteren Umland, den dieser Tumult auslöste, entschuldigte sich Sebastian Lotzer, einer der Anführer in einer Flugschrift folgendermaßen:

„Dan ain ersame gmaine begert nichts anders dan wz götllch vn recht ist, wa ain ordentliche oberkait...nach dem selben handlet / wyrt man jnen geren vnderthenig vn gehorsam seyn, wa nit wirdt der spruch genomen, man muß got mer gehorsam sein dan dem mensche.“

Einerseits wies er den Vorwurf zurück, die Anhänger der neuen Lehre wollten den Reichen ihre Güter wegnehmen, andererseits verteidigte er die reinen Glaubensangelegenheiten. Auch benutzte er erstmals das Wort evangelisch. Die meisten Anhänger der neuen Lehre müssen Habenichtse und arme Bürger gewesen sein, die zu einer urchristlichen Gütergemeinschaft zurückkehren wollten. Lotzer gab dies in einer Flugschrift zu, wenn er auch Gewaltanwendungen leugnete.

## Reformation nach der Memminger Disputation

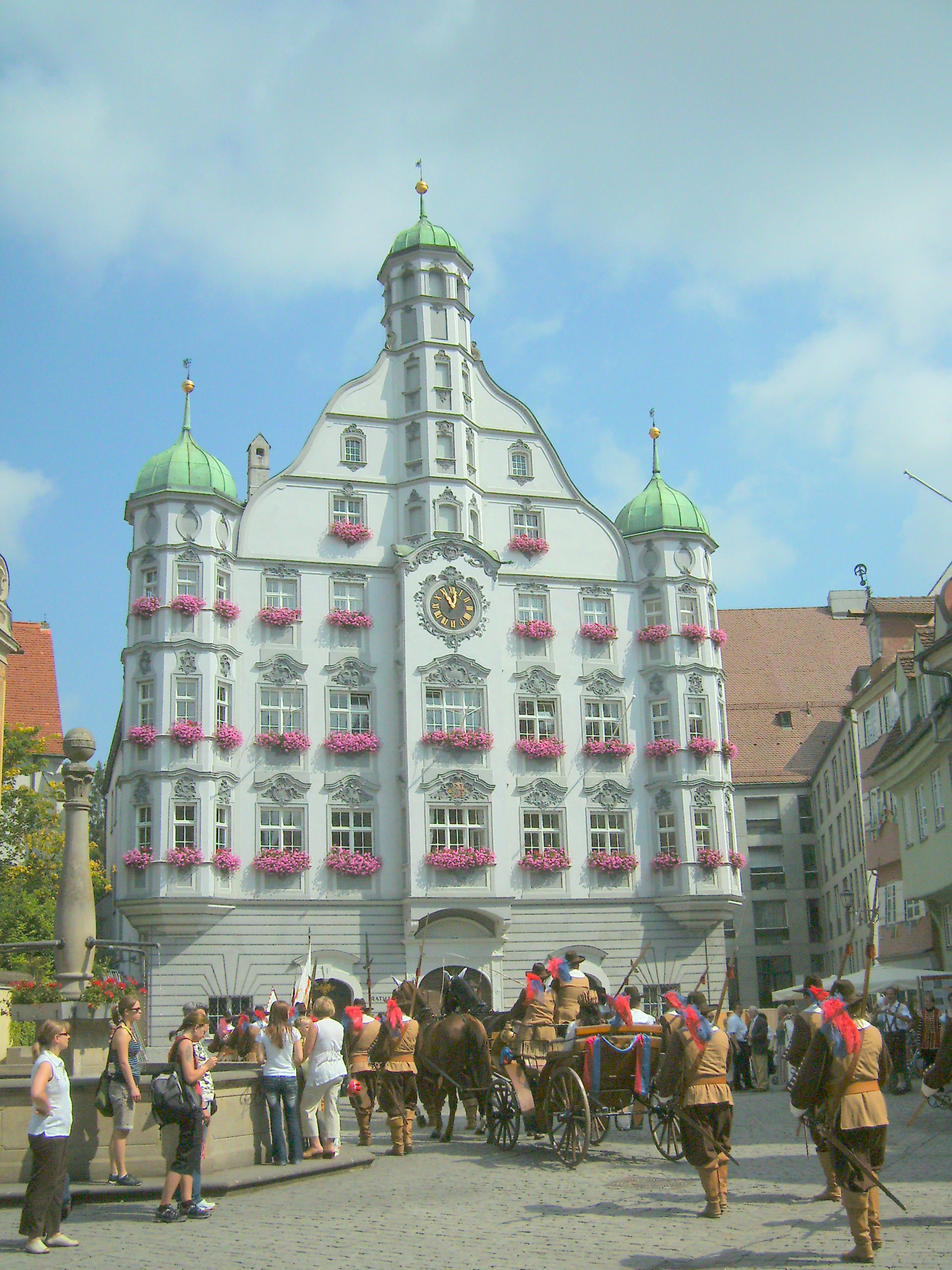
Das Memminger Rathaus

Die Memminger Disputation fand vom 2. bis zum 7. Januar 1525 im Memminger Rathaus statt. Es standen sich der altgläubige Pfarrer Mergerich von der Frauenkirche und der Reformator Schappeler von St. Martin gegenüber. Auch andere altgläubige Geistliche nahmen an der Disputation teil. Den Vorsitz führte Dr. Ulrich Wolfhart. Vertreter aus allen zwölf Zünften wurden als Beisitzer benannt. Bei der Memminger Disputation stellte Schappeler sieben Artikel auf. Durch die vorherige Entscheidung, nur Argumente aus der Bibel gelten zu lassen, stand bereits fest, dass Mergerich verlieren würde. Bereits zu Beginn wurde die Zuständigkeit des Bischofs, des Papstes und der Konzile in Glaubensfragen geleugnet.
Nachdem Schappeler die Disputation gewonnen hatte, konnte der Rat auch den drängenden evangelischen Volksgruppen nicht mehr ausweichend antworten. Der grundsätzlichen Umgestaltung des Memminger Kirchenwesens stand so nichts mehr im Wege. Der Rat war aber trotzdem vorsichtig in seinen Handlungen. Bevor Reformen eingeführt wurden, informierte sich der Rat nach allen Seiten. So musste zum Beispiel der Prediger Conrad Sam aus Ulm ein Gutachten anfertigen. Der Großzunftmeister Hans Schulthaiss wurde nach Augsburg abgeordnet um sich dort mit dem Prediger Dr. Urbanus Rhegius und den Rechtsgelehrten Konrad Peutinger und Rehlinger zu beraten. Erst als diese zustimmten, begann man das Memminger Kirchenwesen von Grund auf zu reformieren. Den Geistlichen wurde erlaubt zu heiraten und sie erhielten die gleichen Rechte und Pflichten wie normale Bürger. Die geistliche Gerichtsbarkeit wurde abgeschafft und alle Streitigkeiten wurden vor den weltlichen Gerichten verhandelt. Die Geistlichen wurden in Zünfte aufgenommen, sie mussten Steuern zahlen und den Bürgereid leisten. Allerdings beließ man ihnen sämtliche kirchlichen Einkünfte wie Messstiftungen und Seelgeräte. Erledigte Messpfründe wurden jedoch nicht wieder besetzt. Die Heilige Messe wurde abgeschafft, dafür wurde täglich ein Altargottesdienst in beiden Stadtpfarrkirchen abgehalten. Das Abendmahl wurde in beiderlei Gestalt gereicht. Der Rat empfahl den Bürgern den Kirchenzehnt zu geben, verbot jedoch die Verweigerung des Laienzehnts. Die Hauptkirche der Stadt, St. Martin war zwar in das Antoniterkloster inkorporiert, allerdings leitete Schappeler faktisch die Kirche. Der Rat und die Zünfte wählten gemeinsam die Pfarrer. Die Stadt stellte Simprecht Schenck, einen aus dem Kloster Buxheim ausgetretenen Priester im Januar 1525 als Prediger ein. Der altgläubige Pfarrer der Frauenkirche namens Mergerich wurde wegen Schmähreden oft vor den Rat zitiert und zurechtgewiesen.
Die Klöster in der Stadt reagierten unterschiedlich auf die neue Situation. Während das Oberhospital sich anpasste, traten viele Mönche aus dem Konvent des Augustinerklosters aus. Das Elsbethenkloster löste sich langsam auf. Nur die Franziskanerinnen wurden von den Geschehnissen in der Stadt nicht berührt und führten ihren Konvent auf die gewohnte Weise weiter. Die Unruhen in der Stadt fanden auch nach Einführung dieser Reformen kein Ende. Ein Attentat des Augsburger Bischofs auf Schappeler schlug fehl.

## Ende der Reformation als Volksbewegung

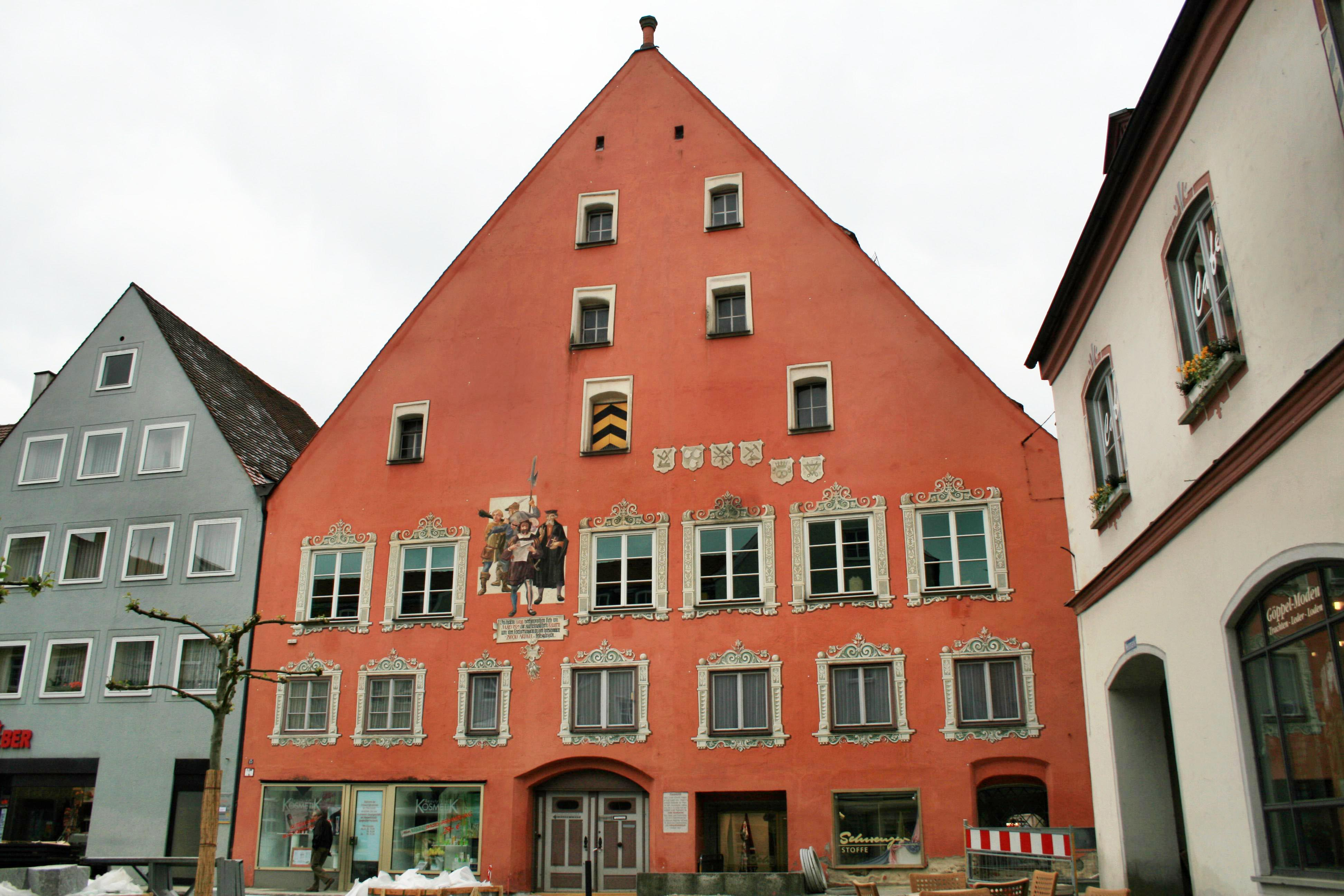
Die Kramerzunft oder auch Zwölf-Artikel-Haus

Im Bauernkrieg unterstützte die Memminger Bevölkerung die aufständischen Bauern. Die Bauern im städtischen Gebiet legten dem Rat die Memminger Artikel vor. Durch die Unterstützung der Bevölkerung musste hier der Rat teilweise nachgeben und den Bauern diverse Zugeständnisse machen. Die Bevölkerung Memmingens war nicht nur den Memminger Bauern, sondern auch den anderen aufständischen Bauern zugetan. Der Rat musste ein Verbot erlassen, was den Verkauf von Waffen an die Aufständischen betraf. So trafen sich die oberschwäbischen Bauernhaufen in Memmingen. Sie gründeten in der Kramerzunft die Christliche Vereinigung und verfassten die Zwölf Artikel und die Bundesordnung. Hier trat vor allem Sebastian Lotzer in den Vordergrund, der als Verfasser der Schriften gilt. In den Schriften geht es darum, das weltliche Recht mit der Heiligen Schrift in Einklang zu bringen. Deshalb sollen alle Pflichten, welche nicht in der Bibel aufgeführt werden, abgeschafft werden. Da der Rat sich nicht anders mehr zu helfen wusste, wurde der schwäbische Bund um Hilfe gebeten. Der schwäbische Bund wurde gebeten, mit 200 Mann Memmingen zur Hilfe vor den Bauern und der sich zusammenrottenden Bevölkerung zu eilen. Allerdings rückte der Bund mit 200 Reitern und 700 Mann durch das Ulmer Tor in die Stadt ein. Damit hatte der schwäbische Bund die langersehnte Gelegenheit, die neue Lehre in Memmingen auszurotten. Die Hauptleute zeigten bei ihrer Begrüßung durch den Großzunftmeister Hans Schulthaiss bereits an, dass sie gegen die Anführer und die Prediger vorzugehen hätten und auch dies durch die Stände des Bundes abgesichert sei. Zahlreiche Menschen wurden verhaftet und eingesperrt. Viele wurden auch hingerichtet. So schrieben die Hauptleute Diepold von Stein, Eitelhans Sigmund von Berg und Linhard von Gundelsheim an den Bund:

„wie sich gepurt auf sonntag nechst vergangen irn dreyen mit namen maister Paulßen schulmaister, meister Adam maurern und Hansen Lutzen ain wirt enthaupten lassen, und ligen ir zwen noch in fengnus, des wir nun euch vor tagen verstendigt hetten, sover der pot von den paurn nit nieder geworfen were“

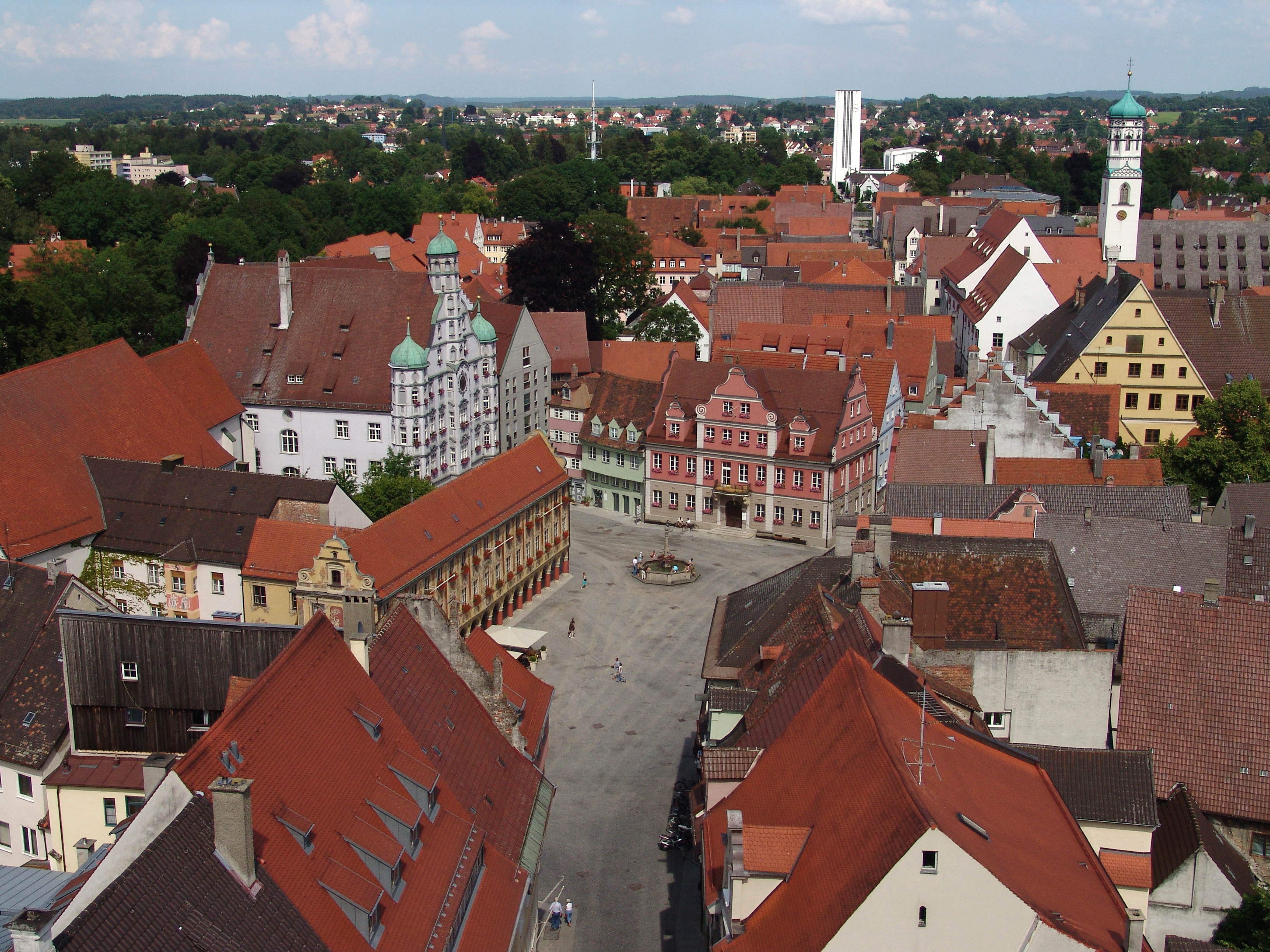
Der Marktplatz, dort wurden die meisten enthauptet

Dem Prediger Schappeler war zusammen mit vielen anderen, darunter auch Sebastian Lotzer, die Flucht aus Memmingen gelungen. Sie fanden in St. Gallen in der Schweiz Asyl. In große Bedrängnis geriet die Stadt durch die die Stadt belagernden aufständischen Bauern. Der Truchsess von Waldburg befreite die Stadt am 3. Juli aus ihrer Umklammerung. Der Kaufbeurer Pfarrer legte beim schwäbischen Bund Klage gegen die Stadt ein, da sie gegen die päpstliche Bulle und die kaiserlichen Mandate verstoßen habe. Auch habe sie gegen das Verbot den Verkauf von lutherischen Schriften und die lutherischen Predigten zugelassen. Des Weiteren wurde das Abendmahl in beiderlei Gestalt auf Betreiben des Rates ausgeteilt. Die Memminger leugneten dies jedoch mit der Begründung, sie hätten sich nur nach der Heiligen Schrift verhalten. Die Klage wurde daraufhin gar nicht erst aufgenommen. Alle Bürger, welche schwören konnten, an den Aufständen nicht beteiligt gewesen zu sein, wurden nicht weiter verfolgt. Auf Wunsch des aus seinem Exil zurückgekehrten Antoniterpräzeptors musste die Messe wieder eingeführt werden. Dies mussten die neugewählten Ratsherren am 9. Juli 1525 den vom Bund abgeordneten Hauptleuten schwören. Der evangelische Prediger Simprecht Schenck musste entlassen und der Stadt verwiesen werden. Die Mönche, welche aus den Klöstern ausgetreten waren, mussten die Stadt ebenso verlassen. Die Besteuerung der Geistlichen und die Ablegung des Bürgereids für diese wurden aufgehoben. Des Weiteren sollte die Bevölkerung die Jahrtage begehen. Mit diesen Maßnahmen stellte der schwäbische Bund alle reformatorischen Maßnahmen wieder auf Null zurück. Damit war auch die Reformation als Volksbewegung beendet.

## Reformation durch den Rat der Stadt

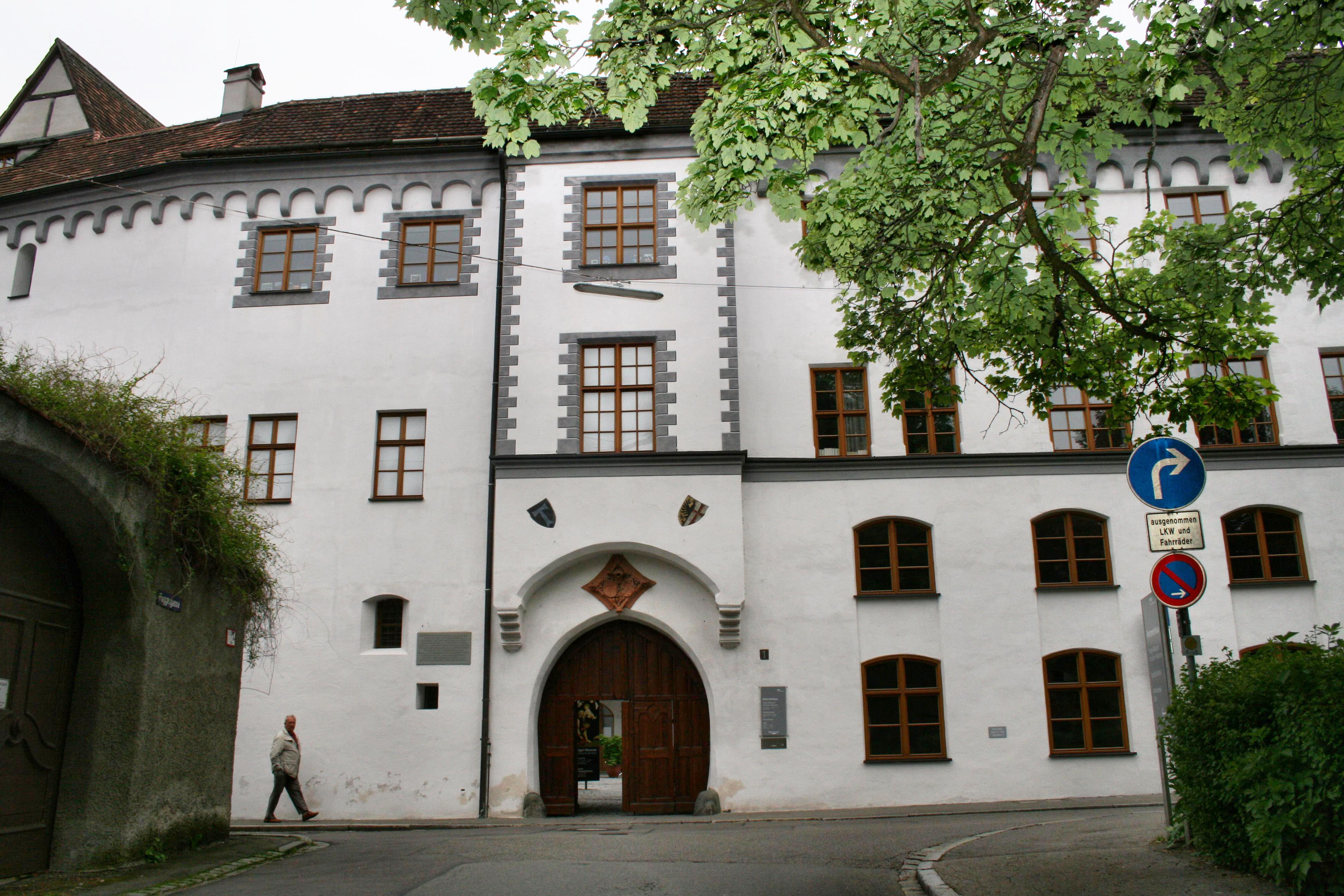
Das ehemalige Antonierkloster am Schweizerberg/St. Martinskirchhof

Nachdem der schwäbische Bund sämtliche Reformationen rückgängig gemacht hatte, war das religiöse Leben zunächst wieder in katholischer Hand. Allerdings konnte die Bevölkerung Memmingens durch den Bund nicht gegenreformiert werden. So stellte der Rat im Oktober 1525 wieder einen evangelischen Prediger ein. Für kurze Zeit predigte der Konstanzer Dr. Hans Wanner in der Stadt. Da aber nun die Angst des Rates vor einer neuerlichen Einmischung des schwäbischen Bundes oder aber gar des Kaisers groß war, wurde Wanner als Prediger nicht eingestellt. Auch Schappeler wollte wieder zurückkehren, dies lehnte der Rat aber ebenso ab. Ihm wurde geschrieben, dass man ihn aufgrund der Vorkommnisse im Juli 1525 nicht mehr haben wolle. Der neue Prediger Georg Gugy wurde immer wieder ermahnt, dass er nichts predigen solle, was die altgläubigen Kleriker gegen ihn aufbringen konnte. Den Bürgern der Stadt wurde nahegelegt, den kirchlichen Zehnt zu zahlen. Auf dem Speyerer Reichstag von 1526 wurde Eberhart Zangmeister von der Stadt entsandt. Dieser übergab eine Schrift über die geistlichen Beschwerden. Der Reichstag konnte sich jedoch nicht zu einer Einigung durchringen, weswegen er am 27. August 1526 beschloss, zu warten, bis es zu einem Konzil kam. Im Reichsabschied heißt es:

„mit ihren Untertanen also leben, regieren und sich halten, wie ein jeder solches gegen Gott und Kayerliche Majestät hoffe und vertraue zu verantworten“

Gestützt auf diese Regelung begann die Memminger Obrigkeit damit, die Reformation nach eigenen Vorstellungen einzuführen. So wurde die Aufforderung des schwäbischen Bundes, den neuen Prediger Georg Gugy zu entlassen, nicht befolgt. Der ausgewiesene Prediger Simprecht Schenck wurde wieder zurückgeholt. Der Rat der Stadt forderte den Augustinerprior auf, seine Köchin zu entlassen. Auch ging er nun gegen die sogenannten Pfaffendirnen schärfer vor. Es wurde festgesetzt, dass all diese die Stadt verlassen mussten. Auch nutzte der Rat die eigentlich schon an Altgläubige vergebenen Prädikaturen an St. Martin, Unser Frauen und im Elsbethenkloster zur Finanzierung der von ihm eingestellten Prediger. Daraufhin legte der Antoniterpräzeptor Caspar von Leutzenbrunn Widerspruch beim Rat ein. Diesem wurde nicht stattgegeben, weswegen der Präzeptor die Stadt verließ. Eine Reihe altgläubiger Bürger, meist aus der Großzunft, verließen die Stadt ebenfalls und gaben ihr Bürgerrecht auf. Darunter waren so angesehene Bürger wie Hans Vöhlin und Hans Schulthaiss, welcher wiederholt Bundesrat und Abgeordneter auf Städte- und Reichstagen war. Der Rat bedauerte deren Entschluss außerordentlich, gingen ihm dadurch auch meist hohe Steuereinnahmen verloren. Dem altgläubigen vöhlinschen Prediger wurde das Predigen verboten. Der Augsburger Bischof sowie der schwäbische Bund beschwerten sich daraufhin, was den Rat allerdings unbekümmert ließ. Am 11. November 1527 wurde bei einer Versammlung mit anderen Städten des schwäbischen Bundes beschlossen, dass der schwäbische Bund in religiösen Themen nicht weisungsbefugt sei, bis ein allgemeines Konzil stattfinden würde. Auf dem Städtetag in Ulm am 29. September 1527 verhinderte Peutinger eine Spaltung in alt- und neugläubige Städte. Im November beschloss der Rat, von Ambrosius Blarer aus Konstanz ein Gutachten einzuholen. In der neuen Zuchtordnung, welche im Januar 1528 von den Kanzeln der Memminger Kirchen verlesen wurde, wurde die ehegerichtliche Judikatur des Augsburger Bischofs ausgeschlossen. Außer den Feiertagen Weihnachten, Neujahr, Ostern, Himmelfahrt, Pfingsten, Mariae Verkündigung und Mariae Himmelfahrt wurden alle anderen kirchlichen Feiertage abgeschafft. Die Gottesdienstordnung wurde neu gefasst. Das Abendmahl war von nun an ein Gedächtnismahl. Es musste mindestens viermal im Jahr in beiderlei Gestalt gereicht werden. Auch wurden die Taufen nun auf Deutsch gehalten. Allerdings kam diese nicht zur Ausführung, da der zwinglische Schenck und der lutherische Gugy sich nicht einigen konnten. Hier stand vor allem die Abendmahlsfrage im Raum, weshalb die Stadt auch im Januar 1528 diese beiden zu der Berner Disputation sandte. Ohne dort eine Einigung erzielt zu haben, kamen sie in die Stadt zurück. Die meisten Memminger waren jedoch der einfacheren theologischen Auslegung der Abendmahlsfrage durch Zwingli zugetan. In den Klöstern fing die Stadt unterdessen an, die Kirchenherrschaft zu erringen. Der Augustinerabt musste den Rat als Schutz- und Schirmherren anerkennen, das bewegliche Kirchengut wurde inventarisiert. Die ersten Kirchenstiftungen wurden aus dem Kirchengut herausgelöst, der Gegenwert in den allgemeinen Kasten gelegt. Im März 1528 wandte sich der Rat wiederholt an Blarer, damit dieser in die Stadt kommen solle, um die Streitigkeiten zwischen den hiesigen Predigern zu schlichten. Blarer kam allerdings erst Anfang November in die Stadt. Er konnte jedoch in dem Abendmahlsstreit nicht vermitteln. Der Rat musste nun selbst die Richtung vorgeben und entließ den lutherischen Gugy und stimmte für die zwinglische Glaubensrichtung. Zur selben Zeit schaffte der Rat die Messe in den Memminger Stadtkirchen ab. Diese Maßnahme wurde am 30. November 1528 mit einem Bürgerreferendum beschlossen. In einem Schreiben des Rates an die Zunftmeister heißt es:

„Sy haben auff sontag ... predien gehert und verstanden, das die meß wie sy bißher gehalten ain grewel vor got und ain lesterung des leidens und verdiensts cristi und das ain jede cristliche oberkait bey irer seeln seligkeit schuldig das Eroberer Rat der meinung und des willens sover es inen auch gefiel und zu aim Rat deßhalb trewlich setzen wellen das sy mit hilff des almechtigen die priesterschaft solches lassen erinern...“

Am 9. Dezember stimmte die Versammlung der Eilfer über die Abschaffung ab. Von den 132 Eilfern waren 104 anwesend, von denen 90 für den Antrag des Rates stimmten. Lediglich die Zunftmitglieder der Großzunft hatten Bedenken. Damit war die Reichsstadt Memmingen als eine der ersten offen ins reformatorische Lager gewechselt und hatte sich in der Region politisch isoliert. Das war den Ratsherrn auch bewusst. Im Ratsprotokoll vom 9. Dezember 1528 heißt es:

„man sol Hansen Kellers und ander stet rat haben; besorg, wir mügens nit erheben; sein noch mer und minder, die es nit gethan haben.“

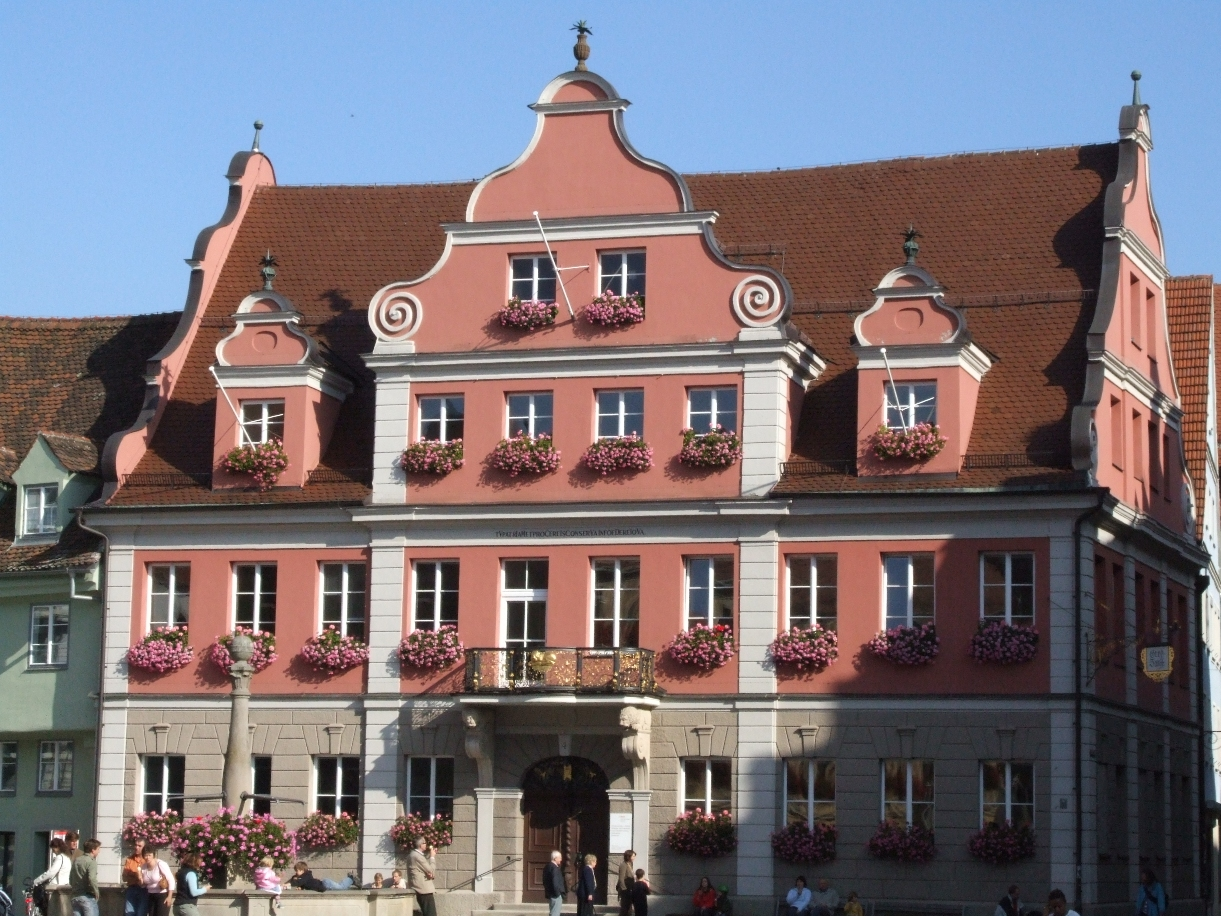
Das Gebäude der Großzunft

Dennoch setzte man die Umgestaltung des Kirchenwesens unbeirrt fort. Die Messgewänder und sonstige Kirchengeräte wurden von den Pflegern in Verwahrung genommen. Als Nächstes machte sich der Rat an die Reformierung der Klöster in der Stadt. Den Augustinern wurden zwei Ratsmitglieder als Pfleger vorgesetzt. Diese mussten die Wertsachen inventarisieren und verschließen. Je ein Schlüssel wurde dabei den Pflegern und den Mönchen übergeben. Die Schwestern des Elsbethenklosters konvertierten und traten aus dem Kloster aus. Am 15. Februar 1529 übergaben diese ihren gesamten Klosterbesitz der Unterhospitalstiftung. Den ausgetretenen Schwestern wurden im Gegenzug Wohnung und Nahrung versprochen. Das einzige Kloster, welches der Reformation widerstand, war das Franziskanerinnenkloster. Hier hatte auch eine extra hierfür eingerichtete Kommission aus Rat, Zunftmeistern und Blarer keinen Erfolg. Der Augsburger Bischof legte scharfen Protest gegen die Handlungen des Rates ein. Johannes Eck fertigte hierfür eine Abhandlung an. Diese wurde am 15. Januar von Ambrosius Blarer in der Martinskirche öffentlich widerlegt. Aufgrund der Abschaffung der Messe nach altem Ritus wurde der Vertreter Memmingens von den Beratungen des Bundestag ausgeschlossen. Des Weiteren wurden ihm vier Beschwerdeschriften vorgelegt. Auf diese sollte die Stadt innerhalb von vier Tagen antworten. Lediglich die Städte Augsburg, Konstanz und Ulm sagten der Stadt ihre Unterstützung zu, welche die Bundesexekution fürchten musste. Dadurch, dass Straßburg die Messe am 20. Februar 1529 ebenfalls abschaffte, gewann man einen weiteren Unterstützer. Auf dem Bundestag am 3. März 1529 forderte zwar lediglich Esslingen, dass die Messe wieder eingeführt werden solle, allerdings waren sich die Städte untereinander nicht einig. So wurde das Problem, welches mehrere Städte betraf, auf einen späteren Bundestag verschoben. Unterdessen entließ die Stadt den lutherischen Prediger Gugy und verbot ihm das Predigen innerhalb der Stadt. Im Juni 1529 wurde der in Augsburg tagenden Bundesversammlung eine Memminger Rechtfertigungsschrift, welche von Blarer verfasst wurde, vorgelegt. Da auf dem Reichstag in Speyer wenige Wochen vorher die Einhaltung des Wormser Edikts von 1521 wieder für alle Stände zur Pflicht erklärt worden war, musste man in Memmingen mit einem Einfall des Schwäbischen Bundes oder des Herzogs von Bayern rechnen. Um sich davor zu schützen, intensivierte der Rat seine Bemühungen um ein Schutzbündnis. Gleichzeitig ließ er zum Osterfest das Abendmahl in beiderlei Gestalt reichen. Etwa 200 Personen nahmen daran teil. Durch den Reichstagsbeschluss vom April 1529 ermuntert, stellte der Antoniterpräzeptor den Antrag, die Messe wieder lesen lassen zu dürfen, welcher vom Rat abgelehnt wurde. Wiederum gab es zwischen alt- und neugläubig Geistlichen Streitereien. Daraufhin zogen weitere Personen aus der Stadt aus. Die ebenfalls vorhandenen Täufer wurden im Gegensatz zu anderen Städten nicht verfolgt oder verbrannt. Der Rat verbot sie lediglich. Am 19. Juli 1529 wurde in Memmingen eine Besprechung der Städte Ulm, Biberach, Isny, Lindau und Kempten durchgeführt. Ziel dieser Besprechung war ein Bündnis dieser Städte mit einem Anschluss an Zürich und Bern. Beim nächsten Treffen, welches vom 5. bis zum 7. September ebenfalls in Memmingen stattfand, verschob man eine solche Entscheidung auf den nächsten Städtetag. Nachdem Ulm unter der Leitung Bürgermeister Bernhard Besserers Abstand von dem schweizerischen Bündnis genommen hatte, tat dies auch Memmingen. Während sich einige protestantischen Städte Oberdeutschlands 1530 für die Annahme der Augsburger Konfession entschlossen, legte Memmingen zusammen mit Straßburg, Konstanz und Lindau auf dem Reichstag in Augsburg ein eigenes Glaubensbekenntnis vor, welches Confessio Tetrapolitana genannt wurde. Diese Rechtfertigungsschrift wurde vom Kaiser jedoch zurückgewiesen, sodass der Rat befürchten musste, dass die Stadt wegen der Missachtung des Wormser Edikts in die Reichsacht getan und von altgläubigen Truppen angegriffen würde. Deshalb stellte der Rat die Annahme des Augsburger Reichsabschieds in den Zünften zur Abstimmung. Mit Ausnahme der Großzunft stimmten alle Zünfte dafür, den Reichsabschied nicht anzunehmen. Trotz der zwinglianischen Ausrichtung der Stadtbevölkerung trat Memmingen am 3. Februar 1531 dem lutherisch geprägten Schmalkaldischen Bund bei, um die innerstädtische Reformation außenpolitisch abzusichern. Bereits kurze Zeit später verhandelte der Rat auf dem Memminger Städtetag mit Predigern aus Ulm, Lindau, Biberach, Isny, Reutlingen, Konstanz und Memmingen über die Vereinheitlichung der Zeremonien und Kirchengebräuche. Sie erklärten sich einstimmig für die Freiheit der zur Seligkeit nicht notwendigen kirchlichen Zeremonien und verwarfen ein gewaltsames Vorgehen gegen die Täufer.

## Vollendung der Reformation

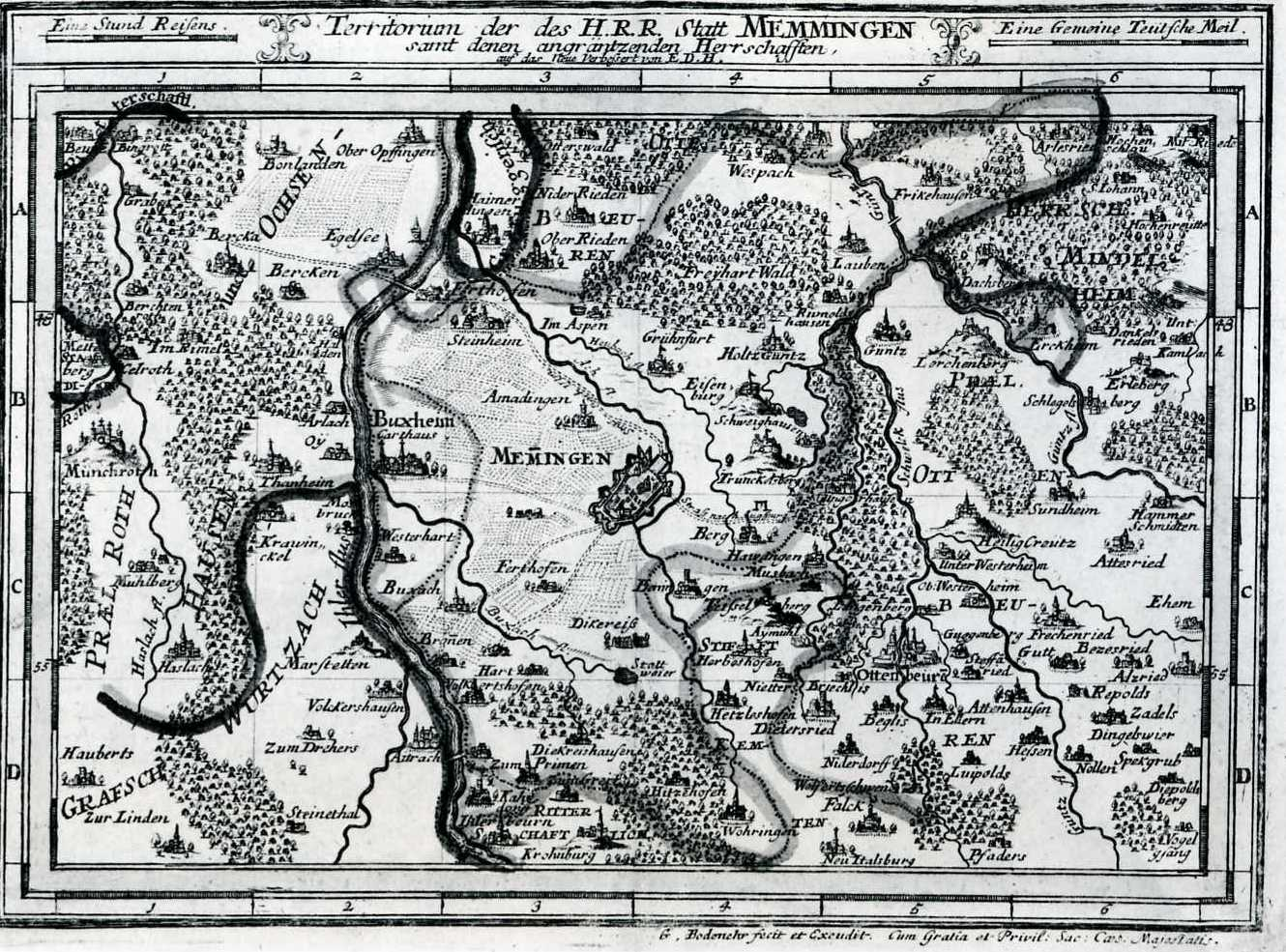
Das Memminger Gebiet

Mit dem Beitritt zum Schmalkaldischen Bund war die Position der Reichsstadt Memmingen so weit abgesichert, dass man die Umgestaltung der noch verbliebenen altgläubigen Institutionen angehen konnte. Das wurde auch durch die Beseitigung des ehemaligen Stadtschreibers Ludwig Vogelmann erleichtert. Dieser hatte sich vehement gegen die Reformation gestellt und dazu gegen den Memminger Rat agitiert, weshalb er – trotz eines Kaiserlichen Geleitbriefes – verhaftet, gefoltert und am 3. Januar 1531 auf dem Marktplatz öffentlich enthauptet wurde. Mit dieser Maßnahme schaltete der Rat den größten Gegner der Memminger Reformation aus. Das Vermögen des Antoniterhospitals verwaltete die Stadt, seit der Präzeptor die Stadt 1527 verlassen hatte. Auch ließ sie ihm die Einnahmen nicht nachliefern. Begründet wurde dies mit Geldverschwendung sowie der mangelnden Krankenpflege. Zur selben Zeit griff die Stadt auch auf das Oberhospital zu. Diese beiden Klöster machten aufgrund der Inkorporation der beiden Stadtpfarrkirchen den Anfang. Die Kreuzherren durften ohne Zustimmung des Rates keine Novizen aufnehmen, mussten dem Rat untertänig sein und jährlich den Bürgereid schwören. Diese Vereinbarung wurde mit den Konventangehörigen getroffen, da hier, ebenso wie beim Antoniterkloster, der Prior nicht in der Stadt weilte. Den Augustinern wurden ähnliche Auflagen gemacht. Die Franziskanerinnen ließen sich auf keine Konfrontation ein, sondern flohen mit ihrem Hab und Gut nach Kaufbeuren. Durch diese Maßnahmen hatte der Rat nun sämtliche Zügel in der Hand und beherrschte das geistliche wie das weltliche Leben. Am 1. Juli 1531 bemängelten Johannes Oekolampad und Martin Bucer, dass in den Memminger Kirchen noch überall die Götzenbilder hängen würden. Memmingen sollte hier Biberach nachahmen. Bereits am 7. Juli richtete der Rat einen Ausschuss aus acht Mitgliedern unter Vorsitz von Eberhart Zangmeister ein. Der Ausschuss kam zu der Erkenntnis, dass sämtliche Bildnisse aus den Kirchen entfernt werden mussten. Der Rat beauftragte dazu den Webermeister Felix Mair und den Kramerzunftmeister Martin Gerung, die diese Arbeiten koordinieren sollten. Für die Zeit der Bildentfernungen wurden die Memminger Stadtpfarrkirchen St. Martin und Unser Frauen geschlossen. Die Bildnisse wurden meist verkauft oder den Handwerkern als Lohn überlassen. Die ehemaligen Spender bekamen nichts zurück und durften auch nicht die Bilder, Altäre oder sakralen Gegenstände ausgehändigt bekommen. Den formellen Abschluss der Reformation bildete im März 1532 die Verkündung einer neuen Zuchtordnung, die sich weitgehend an die von Blarer verfassten Konstanzer Ordnung orientierte.